# エジプト第27王朝

エジプト第27王朝
Mudrāya  (古代ペルシア語)

アケメネス朝の西方の領土、エジプト地域

エジプト第27王朝（エジプトだい27おうちょう、紀元前525年 - 紀元前404年）は、エジプトにおける最初のアケメネス朝の王朝である。これは事実上アケメネス朝の属州（サトラップ）であり、第1次ペルシア支配時代とも呼ばれる。第27王朝はアケメネス朝の王カンビュセス2世がエジプトを征服し、エジプトの王（ファラオ）として即位したことによって成立し、アミルタイオスの反乱によって終焉を迎えた。

## 歴史
エジプト第26王朝最後の王プサメティコス3世は紀元前525年5月、ナイル川東岸のペルシウムの戦いでカンビュセス2世に敗れた。プサメティコス3世はメンフィスに逃れたが、捕らえられスサで処刑された。カンビュセス2世はその年の夏までには正式なエジプトの王として即位し、初めてアケメネス朝によるエジプト統治が始まった。これを一般にエジプト第27王朝と呼ぶ。エジプトはキプロス、フェニキアと共にアケメネス朝の第6州を形成し、アリュアンデスがサトラップ（総督）に任命された。総督の居館はメンフィスに置かれた。
カンビュセス2世の治世において、エジプトの伝統的な神殿群の財源がかなり減少していることが確認できる。デモティック体でパピルスに書かれた一片の法律は、メンフィス、ヘリオポリス、ウェンケム（Wenkhem アブシール近郊）を除く全てのエジプトの神殿の資産制限を命じている。カンビュセス2世は紀元前522年頃エジプトを離れたが、ペルシアへの帰途に歿した。カンビュセス2世の地位は弟のバルディヤに継承された。だが、ベヒストゥーン碑文第1欄11-15において、バルディヤは実際には僭称者ガウマタであり、偽物であるとダレイオス1世は主張している。彼はこの僭称に気づき、バルディヤを打倒して正統な王位を回復したとしている。翌朝ダレイオス1世はペルシア王、そしてエジプトのファラオとして即位した。
ペルシアの新たな王となったダレイオス1世は、全帝国で続発した反乱の鎮圧に多くの時間を費やした。紀元前522年後半、もしくは紀元前521年前半、エジプト人の諸侯が反乱を起こし、自身がエジプトの王ペティバステト3世であることを宣言した。この反乱の主たる原因は不明である。しかし、古代ギリシアの軍事史家ポリアエヌスは総督アリュアンデスによる過酷な課税のためであると述べている。ポリアエヌスは更にダレイオス1世がエジプトに親征を行い、聖牛アピスの死に伴う喪中に到着したと書いている。ダレイオス1世は次のアピスを育てた者には数百タラントの賞金を出す事を宣言することで、自らの信心深さをエジプト人に示して大衆の支持を獲得し、反乱を終結に導いた。
ダレイオス1世はカンビュセス2世よりもエジプトの内政に大きな関心を寄せていた。彼はエジプトの法律を成文化したと伝えられており、またスエズでビター湖と紅海を結ぶ運河掘削事業を完成させた。このルートは過酷な砂漠を行く陸路よりも遥かに優れていた。この工事はまた、ダレイオス1世がペルシアで彼の宮殿を建設するためにエジプトの熟練労働者と職人を移住させることを可能とした。これは小規模ながらエジプトからの頭脳流出であった。これら熟練した技能者の喪失によって、この時期からエジプトの建築と芸術における品質低下が生じた。にもかかわらず、ダレイオス1世はカンビュセス2世よりも熱心なエジプトの神殿の後援者であり、エジプトにおける宗教的寛容によって高い評価を得た。紀元前497年、ダレイオス1世がエジプトを訪問している最中、アリュアンデスは反逆者として処刑された。この反逆行為とは、彼が自身のコインを鋳造しようとしたことである可能性が高い。これはエジプトがペルシア帝国から離れた存在であることを視覚的に示す試みであった。紀元前486年ダレイオス1世が死に、クセルクセス1世が即位した。
クセルクセス1世の即位に際して、エジプトでは再び反乱がおこった。これは恐らくプサメティコス4世の元で行われたが、記録によって細部の情報が異なる。クセルクセス1世は迅速にこの反乱を鎮圧し、彼の兄弟であるアケメネスを総督に任命した。クセルクセス1世はダレイオス1世の時代にエジプトが持っていた特権を剥奪した。そして恐らくはギリシア遠征の財源を得るため課税を強化した。クセルクセス1世は更に、伝統的なエジプトの神々を排してゾロアスター教の主神アフラ・マズダへの崇拝を要求し、エジプトの記念碑への資金提供を永久に停止した。クセルクセス1世は紀元前465年にアルタバノスに暗殺された。これによって激しい宮廷闘争が生じ、アルタクセルクセス1世が即位するまで続いた。
紀元前460年、リビア人の首長イナロス2世に率いられて新たにエジプト人の反乱が発生した。この反乱は実質的にギリシアのポリス、アテナイの支援の下で行われていた。イナロス2世はアケメネスが率いる軍勢を撃破し、その過程でアケメネス自身も殺害した。そしてメンフィスを占領し、エジプトの大部分を支配下に置いた。イナロス2世と彼のアテナイ人の同盟者は最終的にはメガバゾス将軍に率いられたペルシア軍によって紀元454年に打ち破られて後退した。メガバゾスはイナロス2世に対し、もしも降伏しペルシアの権威を承認するならばイナロス2世自身と彼の支援者は罪に問わない事を約束し、イナロス2世はこれを受け入れた。にもかかわらず結局アルタクセルクセス1世はイナロス2世を処刑した。それがいつ、どのように行われたのかは不明である。アルタクセルクセス1世は紀元前424年に死去した。
アルタクセルクセス1世の後継者クセルクセス2世は兄弟のソグディアノスに暗殺されたため僅かに45日しか統治できなかった。ソグディアノスもまた兄弟のオコスによって暗殺された。オコスはダレイオス2世として即位した。ダレイオス2世は紀元前423年から紀元前404年まで統治した。彼の治世の終盤にはアミルタイオスに率いられた反乱が発生した。この反乱は少なくても紀元前411年には始まっていた。紀元前405年、アミルタイオスはクレタ人傭兵の助けを得てペルシア人をメンフィスから追放し、翌年には自身がエジプトの王であることを宣言した。これによってエジプト第27王朝は終了した。ダレイオス2世の後継者アルタクセルクセス2世はエジプト再征服のための遠征を企図したが、兄弟の小キュロスとの間に生じた対立のために実施は政治的に困難であり、結局この努力は放棄された。アルタクセルクセス2世は紀元前401年頃まではエジプトの幾つかの地域で正当な王（ファラオ）であるとみなされていた。しかし反乱に対する彼の鈍い対応はエジプトの独立が確固たるものになることを許した。
その後の独立時代にはエジプト人による三つの王朝が統治した。すなわち第28、第29、第30王朝である。アルタクセルクセス3世は紀元前343年に短期間エジプトを再征服した。これはエジプト第31王朝と呼ばれている。

## 歴代王
エジプト第27王朝の統治は概ね120年間（紀元前525年～紀元前404年）である。
| 名前                  | 画像 | 在位              | 即位名                       | 備考                                                           |
| --------------------- | ---- | ----------------- | ---------------------------- | -------------------------------------------------------------- |
| カンビュセス2世       |      | 前525-前522       | Mesutire（メスティラー）     | 紀元前525年、プサメティコス3世をペルシウムの戦いで破った       |
| バルディヤ/ガウマタ   |      | 前522             |                              | 僭称者であるかもしれない                                       |
| ペティバステト3世     |      | 前522/前521-前520 | Seheruibre（セヘルイブラー） | アケメネス朝のファラオに反抗した                               |
| ダレイオス1世         |      | 前522-前486       | Stutre（セトゥトラー）       |                                                                |
| クセルクセス1世       |      | 前486-前465       |                              |                                                                |
| プサメティコス4世     |      | 前480             |                              | アケメネス朝のファラオに対する反抗を主張                       |
| アルタバノス          |      | 前465–前464       |                              | クセルクセス1世を暗殺、その後アルタクセルクセス1世に暗殺された |
| アルタクセルクセス1世 |      | 前465-前424       |                              |                                                                |
| クセルクセス2世       |      | 前425-前424       |                              | 王位を要求                                                     |
| ソグディアノス        |      | 前424-前423       |                              | 王位を要求                                                     |
| ダレイオス2世         |      | 前423-前404       |                              | エジプト第27王朝最後のファラオ                                 |

## 歴史的史料
- ヘロドトス (歴史)
- クテシアス断片 (ペルシア誌)
- トゥキュディデス (戦史)
- シケリアのディオドロス (歴史叢書)
- マネト断片 (エジプト誌)
- フラウィウス・ヨセフス (ユダヤ古代誌)

## 関連記事
- エジプト第31王朝 (前343-前332) — 2nd Egyptian Satrapyとしても知られる。.